# Codex Cumanicus
«Codex Cumanicus» (Кума́нський ко́декс) — рукописна збірка середньовічних робіт і текстів, присвячених половецькій (куманській) мові[джерело?]. Датується 1303 роком. Складена протягом XII—ХІІІ століть католицькими місіонерами для опанування мови кочовиків, з метою євангелізації українських кочовиків — половців[джерело?], а також населення Золотої Орди. Містить 82 аркуші. Поділяється на дві частини: (1) латино-персько-половецький словник з текстами на загальні теми (аркуші 1-55v; так звана «італійська частина») і (2) німецько-половецький[джерело?] словник з текстами на релігійні теми (аркуші 56r-82v; так звана «німецька частина»). Фіксує розмовну мову кочівників і місцевий фольклор. Важливе джерело для вивчення половецької мови[джерело?] Північного Причорномор'я ХІІІ — початку XIV століття, а також кипчацьких мов, що сформувалися на її основі.

## Назва
- Codex Cumanicus — скорочена назва.
- Alfabetum Persicum, Comanicum et Latinum Anonymi scriptum Anno 1303. Die 11 Julii — повна назва

Назву «Кодекс Куманікус» йому випадково дав у XIV столітті відкривач рукопису граф Кун, нащадок половців, які оселилися в Угорщині, — проте в самому тексті словника написано: «Bu tatar til» — «Це татарська мова», а будь-яка згадка про куманів відсутня, у зв'язку з чим ототожнення мови словника саме з куманами все ще залишається предметом дискусій. Очевидно, словник складений місіонерами на основі розмовної мови, близької до сучасної мови кримських татар. Основне призначення «Кодексу» було практичним: для вивчення тюркської мови місіонерами і знайомства населення Золотої Орди з християнством.
Кодекс створено в Криму, його вважають найдавнішою пам'яткою кримськотатарської мови, що має величезне значення для історії мови кочових народів причорноморських степів і Криму.

## Список
Єдиний список рукопису на 82 аркушів зберігається в бібліотеці собору св. Марка Євангеліста у Венеції, Італія.
Biblioteca Divi Marci — Biblioteca Nazionale di S. Marco — Biblioteca ad templum Divi Marci Venetiarum, Venezia, Mss. latini, Fondo antico, Collocazione 1597, Codex DXLIX / № 549
Фотокопії
- Італійська частина. аркуші 1 — 55 зв. (38,119 Мб)
- Німецька частина. аркуші 56 — 83 зв. (5,294 Мб)

## Походження
Перший опис пам'ятки належить бібліографу Якобу Філіпу Томазіні і міститься в його каталозі рукописів Венеціанської бібліотеки у переліку книг, дарованих видатним поетом італійського Відродження Франческо Петраркою цій бібліотеці у 1362 р.
Кодекс складався протягом певного часу. Комерційні, політичні і релігійні діячі ефективно співпрацювали з половцями від часу їхньої появи в середині ХІ ст. Оскільки італійські міста-держави, такі як Генуя, почали встановлювати торгові колонії Північного Причорномор'я, виникла гостра потреба вивчати кипчацьку мову.
Найраніша частина Кодексу, імовірно, була складена у 1100-ті або 1200-ті роки. Вона була додана до основної через деякий час. Копії, що зберігаються у Венеції, імовірно, відносяться до першої половини XIV ст. Кодекс складається з цілого ряду незалежних робіт, які були зрештою з'єднані під однією обкладинкою.
Місцем остаточного формування Кодексу найімовірнішим слід вважати Кафу — як за положенням цього міста в місіонерській діяльності католицтва на Сході, так і за його роллю в економічних зв'язках Європи зі Сходом у XIII–XIV ст. Уже у 80-х рр. XIII ст. у Кафі, а також інших містах — Солхаті, Солдаї (Судак), Керчі згадуються Францисканські монастирі. У листі одного з монахів-францисканців до кардинальського колегіума в Авіньйоні повідомляється про вивчення в місіонерській школі в Кафі татарської мови. Імовірно, для цієї мети була знята копія латинсько-персько-куманського словника та куманських перекладів християнських текстів і прислана разом із спеціально написаними латинськими примітками з куманської граматики і латинсько-куманським алфавітним словником.

## Зміст
За змістом, графічними і мовними особливостям рукопис традиційно ділиться на дві частини — італійську (латинсько-персько-куманський словник) і німецьку (кумансько-німецький словник).

### Італійська частина
Перша частина Кодексу («Італійська частина» або «Книга тлумача») — це практичний довідник з кипчацької мови, який включав глосарії слів латинської мови і переклади на перську та кипчацьку мови. Ця частина охоплює слова повсякденного ужитку та термінологію з торгівлі, релігії, астрономії, військової, парфумерної, шевської і теслярської справи, державної служби тощо. У рукописі також подається граматика куманської мови.

### Німецька частина
Друга частина («Німецька» або «Книга місіонера») — це збірник різних релігійних текстів (фрагменти Біблії, проповіді, афоризми, релігійні повчання, молитви, зокрема, Господня молитва «Отче наш», Символ віри, Десять Божих Заповідей, пісня «Ave, Maria» тощо) і загадок кипчацькою і перекладеною на латинську і німецьку мову. Ця частина Кодексу, імовірно, була скомпільована німецькими францисканцями.
Кодекс загалом розцінюється як точний словник, але він відрізняється від інших джерел з кипчацької мови.
Автори пам'ятки вперше роблять спробу лінгвістичного аналізу тюркських мов, приводять зведення про відмінювання дієслів, відміні і зміні займенників, прикметників та іменників. Через різну інтерпретацію графічних позначень пам'ятки його пов'язують з низкою тюркських мов, у тому числі з раннім періодом функціонування цих мов.

## Вплив на українську

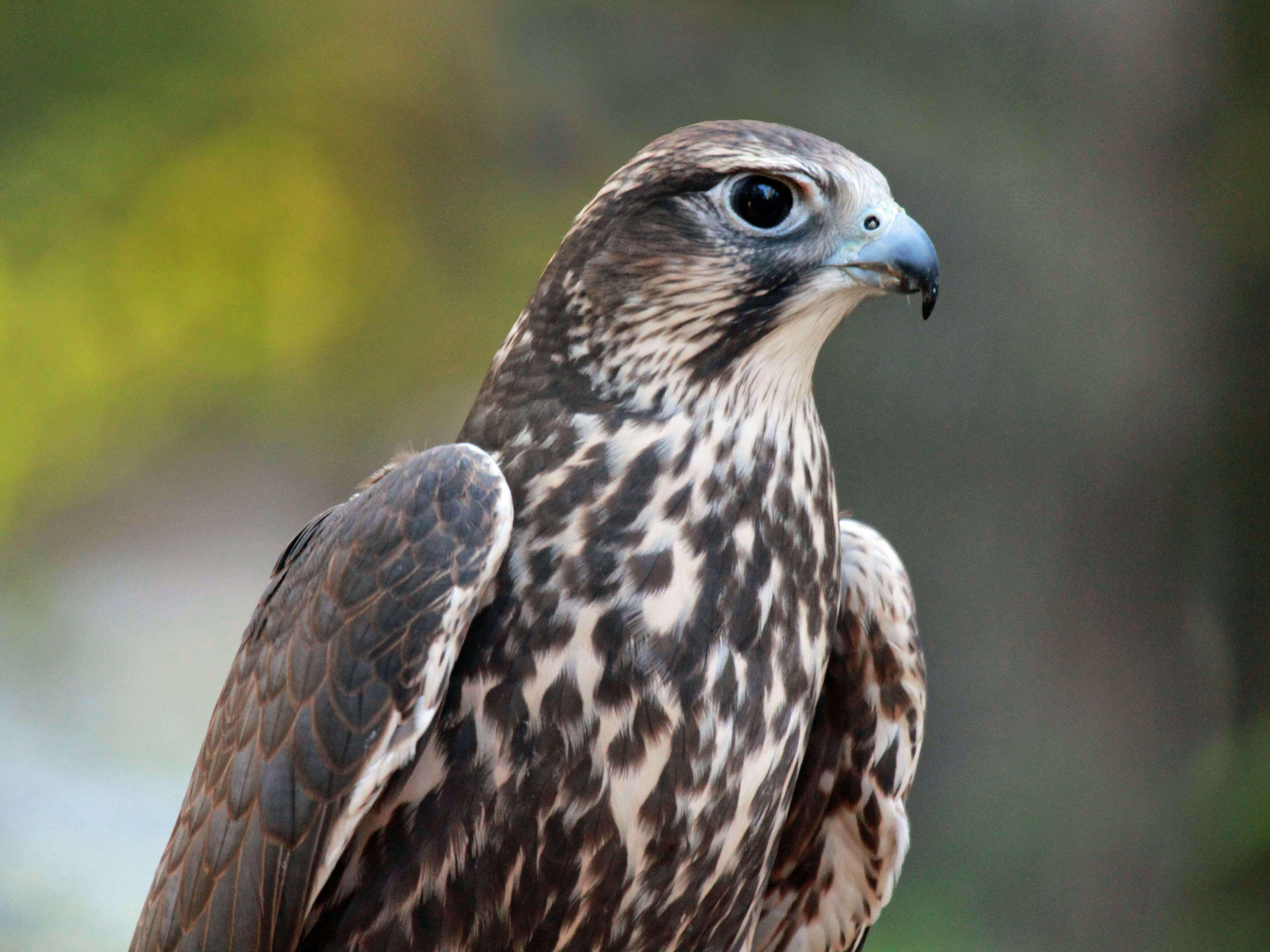
Балабан — половецький сокіл.

У «Codex Cumanicus» фіксуються половецькі слова, що справили вплив на формування української лексики. Зокрема, в українській мові словами половецького походження, є:
- базар (baxar, «форум (площа)»)[3]
- балабан (balaban, «сокіл»)[4]
- балик (balik, «риба»)[4]
- беркут (burkit, «орел»)[5]
- ізюм (uzum, «виноград»)[6]
- казна (kazna, «скарбниця»)[7]
- кацап (casap, «м'ясник», «живодер»)[8]
- курган (kurgan, «могила»)[9]
- козак (cosac, «варта», «чота»)[10]
- орда (orda, «зібрання», «двір»)[11]
- сарай (saray, «палац»)[12]
- шайтан (saytan, «сатана»)[13]

## Загадки
«Куманські загадки» («Codex Cumanicus», арк. 60-60 зв.) — критичне джерело для вивчення раннього тюркського фольклору. Андреас Тітце (Andreas Tietze) відгукнувся про них як про «найраніші варіанти типів загадок, які складають загальний спадок тюркомовних народів.» У Кодексі 47 куманських загадок (за іншим підрахунком 46, якщо останні дві вважати за одну), зокрема:
- Aq qoynıñ avuzı yoq. Ol yumurtqa.

«Біла вівця не має рота (відкриття). — Яйце.»
- Kecak ut(a)hi kegede semirrir. Ol huvun.

«Моє голубувате дитинча (прив'язане) до мотузки, росте і жиріє. — Диня.»
- Oturğanım oba yer basqanım baqır canaq. Ol zengi.

«Де я сиджу — горбисте місце. Де я ступаю — мідна чаша. — Стремено.»

## Публікації
Повні
- Kuun, Géza. Codex cumanicus. Bibliothecae ad templum divi Marci Venetiarum primum ex integro editit prolegomenis notis et compluribus glossariis instruxit comes. Budapest: Magyar Tudományos Akadémia, 1880.
- Codex Cumanicus. Cod. Marc. Lat. DXLIX. In herausgegeben Faksimile… Von K. Grønbech. Monumenta linguarum Asiae Maioris, edidit K. Grønbech. I. Kopenhagen: Levin and Munksgaard, 1936.
- Гаркавец А. Н. Codex Cumanicus. Полное издание в 4 томах. — Алматы: Баур, 2015. — 1348 стр., в тому числі 166 стр. факсимиле. ISBN 978-601-80218-4-8.

Часткові
- Гаркавец А. Н. Codex Cumanicus: Половецкие молитвы, гимны и загадки XIII—XIV веков [Архівовано 15 лютого 2017 у Wayback Machine.]. — Москва: Русская деревня, 2006.